# Hari Varešanović
Hari Varešanovic (Sarajevo, 16 januari 1961) is een Bosnisch zanger. Hij is vooral bekend als leadzanger van Hari Mata Hari.

## Biografie
Varešanovic groeide op in Vratnik, een wijk in Sarajevo. In zijn jeugdjaren speelde hij in verschillende groepjes. Na het beëindigen van de middelbare school studeerde hij filosofie, maar deze studies gaf hij al snel op. In 1979 werd hij lid van de groep Zov. Samen schreven ze het nummer Poletjela golubica sa baščaršije, dat een klassieker zou worden in de Bosnische muziek. Na zijn dienstplicht bracht hij in 1984 een soloalbum uit, getiteld Zlatne kočije.
In 1985 richtte Varešanovic de band Hari Mata Hari op. De band zou uitgroeien tot een van de grootste namen in de Balkan. Desalniettemin treedt hij af en toe nog solo op. Ook componeert hij af en toe nummers voor andere artiesten.
Op 14 februari 2014 trouwde Varešanovic met de Kroatische Jasmina Ištuk. Het is voor beide het tweede huwelijk. Beide hebben ze kinderen uit een vorig huwelijk.